# 提灯小僧

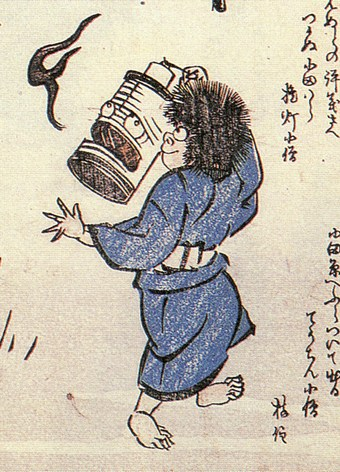
竜斎閑人正澄画『狂歌百物語』より「提灯小僧」

提灯小僧（ちょうちんこぞう）は、宮城県に伝わる妖怪。その名の通り、手に提灯を持った少年の姿の妖怪である。

## 概要
仙台城の城下町北部の堤通（Google マップ、現・仙台市青葉区堤通雨宮町および上杉1～2丁目）に出没したという。容姿は人間年齢で12歳か13歳ほどの少年のようだが、顔は真っ赤で、しばしばホオズキの実の色にたとえられる。

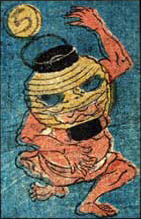
江戸妖怪かるた「ちやうちん小僧」の絵札

水木しげるロードに設置されている「提灯小僧」の像

雨の夜道を人が歩いていると、後ろからこの提灯小僧が現れて人を追い越し、やがて立ち止まって後ろを振り返り、その人の方をじっと見つめる。追い越された人が不審に思いつつ提灯小僧の前を通り過ぎて歩き続けると、また提灯小僧はその人を追い越し、立ち止まる。この行為を繰り返すのみで、特に人間に危害を加えることはなく、繰り返しの挙句には消え去ってしまう。
提灯小僧の出没場所は、正徳年間（1711年～1715年）7月15日に理不尽な殺人が行なわれた場所という説もある。
江戸本所（現・東京都墨田区）にも提灯小僧の名の妖怪伝承があり、これは石原割下水を夜歩いている者のそばに小田原提灯が現れるもので、振り返ると後ろに回りこみ、追いかけると姿を消すといった具合に前後左右に自在に動き回るという。これは、本所七不思議の送り提灯と同一のものと見られている。
また、江戸妖怪かるたにも「提灯小僧」と題した札があるが、絵札に描かれた絵は上記伝承とは異なり、頭部が提灯となった人型の妖怪が躍っているような姿となっている。